# JK 김동욱
JK 김동욱(본명: 김동욱, 1975년 12월 11일 ~ )은 캐나다인 가수이다. 
1996년 캐나다 온타리오주 오타와의 언더그라운드 라이브 클럽에서 가수로 첫 데뷔하였고 이후 대한민국 에서 1집 타이틀 "미련한 사랑"의 큰 히트를 시작으로 가수 활동을 이어갔다. 

## 학력
- 캐나다 모나크 파크 고등학교 졸업
- 캐나다 험버 대학교 재즈음악학과 학사 졸업

## 음반

### 정규 앨범
- 1집 《LifeSentence》(2002년)
- 2집 《Multiplepersonalize》(2003년)
- 3집 《Acousti.K》(2005년)
- 4집 《낯선 천국》(2007년)
- 5집 《Beautifool》 (2013년)

### 비정규 앨범
- 《Multiplepersonalize (Repackage)》(2003년)
- 《Memories In Heaven》(2004년, 2.5집)
- 《그때처럼 사랑할 수 있을까 (Single)》(2006년)
- ZEBRA (Single) (2006년)
- 《Victory (올림픽 응원가) (Single)》(2008년)
- Come To Me (Single) (2008년)
- 《The Artist (조덕배 30주년 기념 앨범)》(2010년)
- 《Dirty Dancing》(2014년)
- 《Universe》(2017년)
- 《Gold》(2017년)
- 《울랄랄라》(2021년)

### OST
- 《위기의 남자 OST》(2002년)
- 《남자의 향기 OST》(2003년)
- 《프라하의 연인 OST》(2005년)
- 《사랑과 야망 OST》(2006년)
- 《마왕 OST》(2007년)
- 《남자 이야기 OST》(2009년)
- 《성균관 스캔들 OST》(2010년)
- 《세 자매 OST》(2010년)
- 《여인의 향기 OST》(2011년)
- 《터널 OST》(2017년)
- 《검법남녀 OST》(2018년)

### 참여 음반
- 《Ivy Megamix 2003 Summer Special Package (2003)》(2003년)
- 《Amazing Christmas (2003) - Blue Christmas》(2003년)
- 《사랑 (2004) - 사랑으로 (with 화요비)》(2004년)
- 《Last Christmas (2005) - Blue Christmas》(2005년)
- 《그때처럼 사랑할 수 있을까 - 그때처럼 사랑할 수 있을까...(with 오현란)》(2006년)
- 《옛사랑 (The Story of Musicians, 2006) - 그녀의 웃음소리뿐 (with 윤도현, 박완규, 하림, 전인권)》(2006년)
- 《옛사랑 2 (The Story Of Musicians, 2007) - 굿바이》(2007년)
- 《김종서 20th Anniversary Greatest Hits 名作, 2007) - 내 앞에 선 너에게》(2007년)
- 《빛 (2007) - 빛》(2010년)
- 《Victory (2007, 2008) - Victory (Ballad, Dance Ver.)》(2008년)
- 《Afro Afro (2008) - You Got The Band (피쳐링)》(2008년)
- 《태안프로젝트그룹 (Digital, 2008) - 기적 (with 박정현, Bizzy, 양동근, 웅산, 이적, 이한철, 이현우)》(2008년)
- 《크리스마스 징크스 (2008) - 크리스마스 징크스》(2008년)
- 《The Artist (조덕배 25주년 기념앨범, 2010) - 없습니다》(2010년)
- 《Best Of Best(2010) - 아카사카 love (피쳐링)》(2010년)
- 《윤일상 작곡가 21주년 기념 앨범 I`m 21 Part 2 (2012) - Remember (feat. 미료) 》(2012년)
- 《서바이벌 나는 가수다 경연 4-1 (내가 좋아하는 뮤지션의 곡 부르기)》(2011년)

## 방송
- 《열린예술무대 뒤란》(ubc, MC)
- 《오페라스타》(tvN, 2011년)
- 《나는 가수다》(MBC, 2011년)
- 《나는 가수다 II》(MBC, 2012년)
- 《불후의 명곡 전설을 노래하다》(KBS2, 2013년)
- 《오늘부터 출근》(tvN, 2014년)
- 《미스터리 음악쇼 복면가왕》(MBC, 2019년 6월 9일 ~ 6월 16일) - 참가자 및 우승 <영계백숙! 오오오오~♬>
- 《내일은 미스터트롯》(TV조선, 2020년)

### 라디오
- TBS FM(95.1Mhz) JK 김동욱의 원더풀 투나잇[깨진 링크(과거 내용 찾기)] (2013년 ~ , DJ)[1]

## 저서
- 2011년 11월 가톨릭출판사의 ‘고통과 아픔을 기도로 극복한 문화 예술인의 이야기’ 《슈퍼스타》 공저

## 수상 및 경력
- 2011년 《오페라 스타》2위

## 병역
병역미필
1. ↑  JK김동욱, 라디오 DJ 전격 발탁‥‘원더풀 투나잇’ 스타투데이 2013년 3월 12일